# Глушкевич, Мариан Феофилович

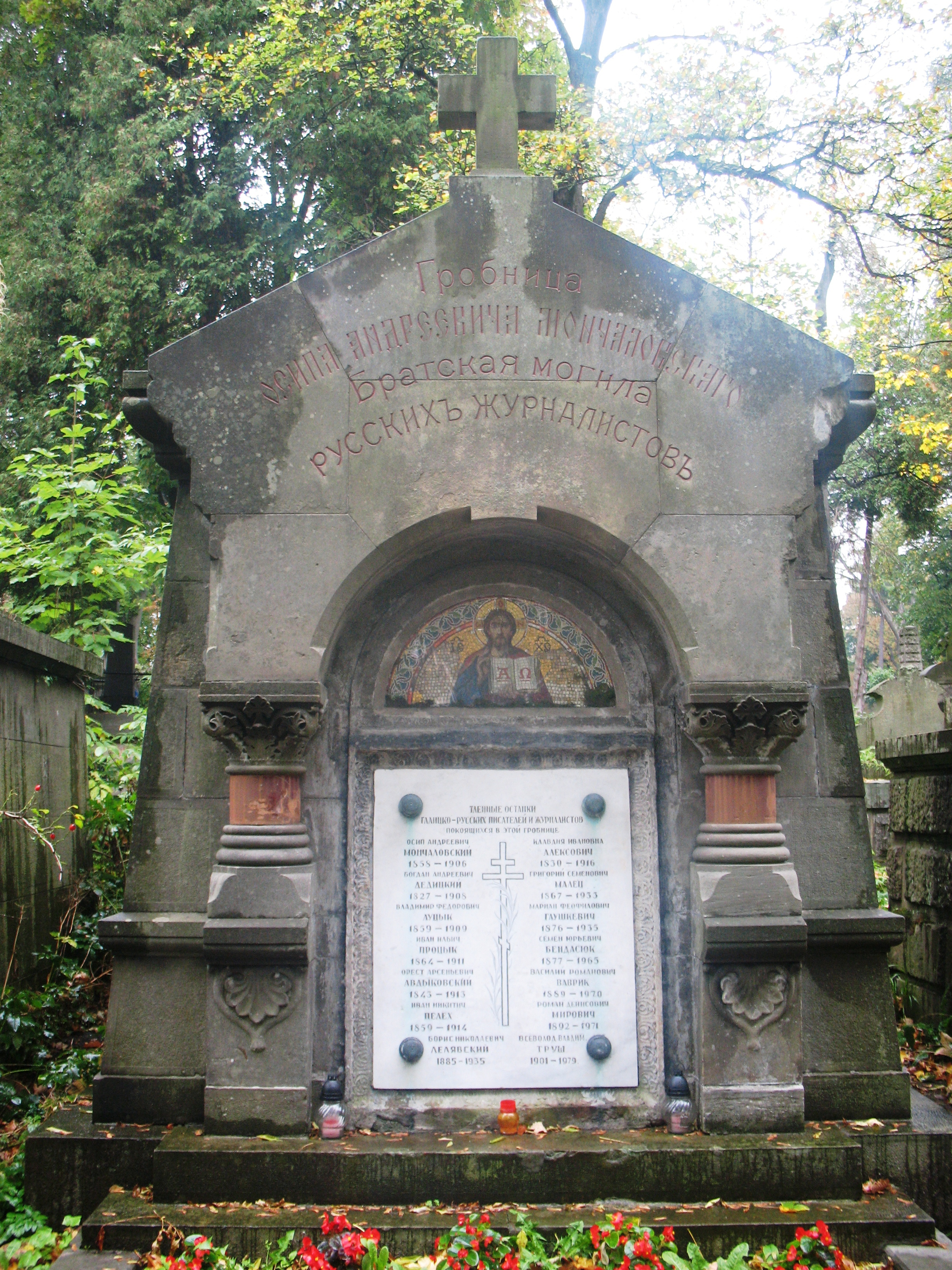
Братская могила русских журналистов, в которой похоронен Глушкевич

Мариа́н Феофи́лович Глушке́вич (31 марта 1877 — 17 июля 1935 Львов) — галицко-русский общественный деятель и поэт.

## Биография
Поддерживал так называемый новый курс Владимира Дудыкевича, идеологией которого было достижение национально-культурного единства русского народа в его трёх ветвях (великороссы, малороссы и белорусы). В 1912—1914 годах во время процесса над галицко-русскими православными священниками выступал как защитник одного из них, Семёна Бендасюка.
В 1915 году вместе с отступающей русской армией покинул Галицию, жил в Киеве, Ростове-на-Дону, после революции вернулся в Галицию, будучи доктором юридических наук, служил адвокатом, судьёй. Был женат на дочери галицко-русского общественного деятеля Богдана Дедицкого.
Похоронен во Львове на Лычаковском кладбище в Братской могиле галицко-русских журналистов.

## Литературная деятельность
Мариан Глушкевич опубликовал три сборника стихотворений: «Мелодии» (1903), «Собрание стихов» (1907), «Символы и иллюзии» (1922). В своих стихах Глушкевич выступал как поэт-лирик, продолжатель традиции русской лирической школы (Юлиан Яворский сравнивал его поэтику с поэтикой Фета)
Приди ко мне в полночный час 

когда в величии суровом 

под тихой ночи звёздным кровом 

утонет в грёзах старый вяз 

в тот тихий час, с тоской в груди 

Приди ко мне, приди, приди! 